# Valija (vizigotski kralj)
Valija je bio vizigotski kralj od 415. do 419. godine. Naslijedio je prijestolje pošto su Ataulf i Sigerik iste godine bili ubijeni. 
Uspostavio je mir s carem Honorijem i prihvatio sporazum s Rimskim carstvom. Također je vratio Galu Placidiju njenom bratu, Honoriju. Kao rezultat svega ovoga, 417. godine dobio je dozvolu naseliti se sa svojim narodom u Akvitaniji kaoo Federati. Uspostavio je svoj dvor u Toulousu koji je ostao prijestolnica vizigotske države do kraja 5. stoljeća.
418. godine je napao Hispaniju i potčinio Vandale, a Alanima smanjuje teritorij. Stigao je do sjevera Afrike no primoran je vratiti se u Galiju.
S njim je nestala direktna nasljedna linija dinastije Balti koju je osnovao Alarik I. Naslijedio ga je nezakoniti Alarikov sin Teodorik I.

## Vanjske poveznice
- Edward Gibbon, History of the Decline and Fall of the Roman Empire, chapter 31  Arhivirana inačica izvorne stranice od 14. rujna 2004. (Wayback Machine)